# Аникейчик, Анатолий Александрович
Анато́лий Алекса́ндрович Анике́йчик (11 июля 1932, Борисов — 3 февраля 1989, Минск) — белорусский советский скульптор, народный художник БССР (1972), профессор, лауреат Государственной премии БССР (1974).

## Биография

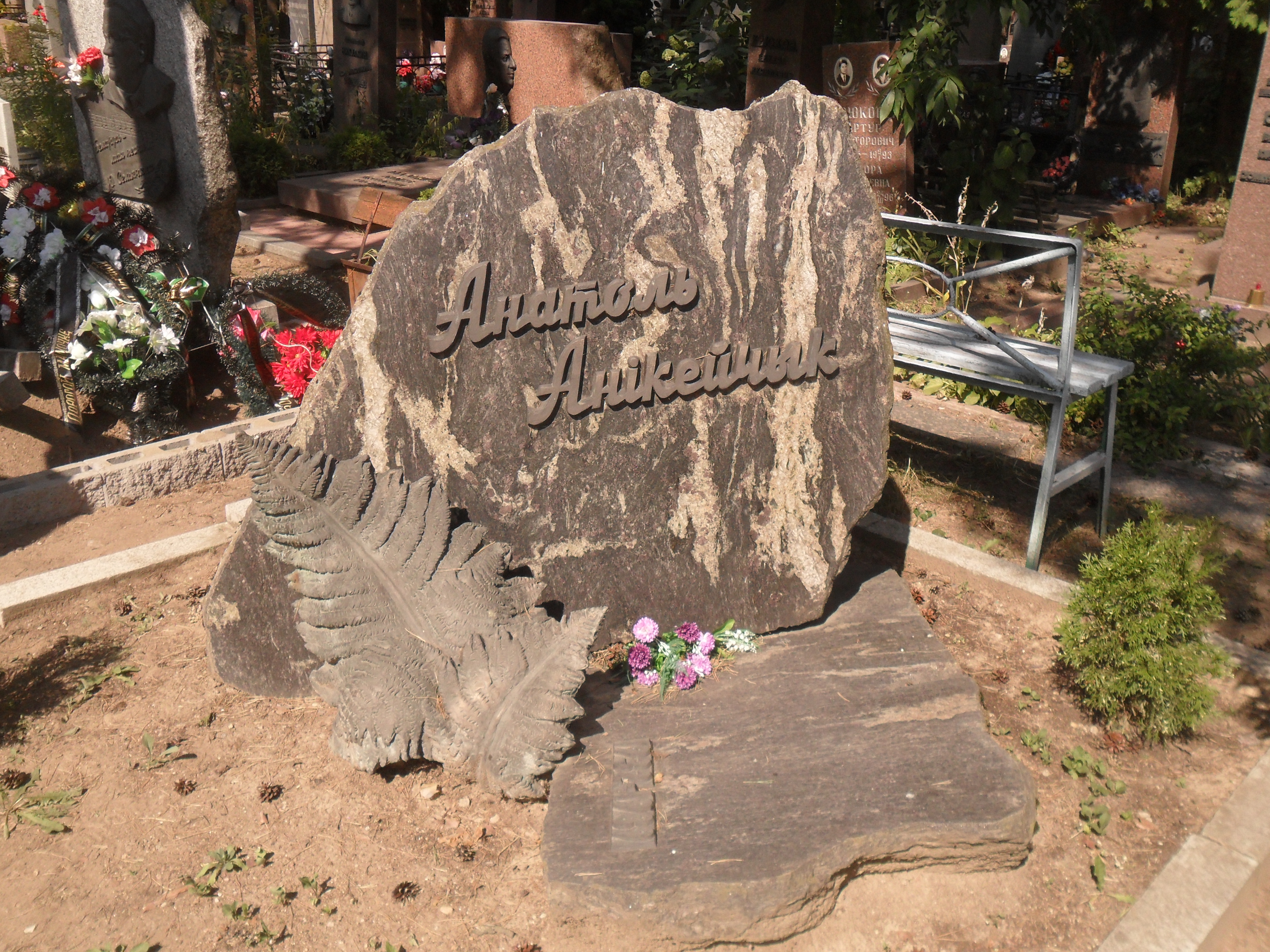
Могила Аникейчика на Восточном кладбище Минска.

Родился 11 июля 1932 года. В 1953 году приехал в Минск и поступил на кафедру скульптуры Белорусского государственного театрально-художественного института (ныне Белорусская государственная академия искусств). Выпускник первого выпуска института 1959 года . Ученик Андрея Бембеля, Алексея Глебова и Михаила Керзина.
Благодаря активной творческой работе, пользовался уважением у министра культуры СССР Е. Фурцевой. В 1972 году был включён в состав советской делегации, отправившейся на Кубу для участия в торжествах по случаю 50-летия со дня образования СССР. В том же году Анатолий Александрович, не будучи заслуженным, сразу стал народным художником БССР, самым молодым среди белорусских мастеров изобразительного искусства. Депутат Верховного совета БССР.
Умер 3 февраля 1989 года.

## Творчество
Автор многочисленных работ в области монументальной и станковой скульптуры, художественной композиции, в том числе
памятников:
- В. И. Ленину в г. Борисове,
- В. И. Ленину в Кричеве (1960),
- Н. Ф. Гастелло на развилке шоссе возле г. п. Радошковичи Молодечненского района Минской области Белоруссии (1964, арх. В. Занкович, Л. Левин)[2],
- Я. Купале в Минске (1972, с Л. Гумилевским и А. Заспицким, Государственная премия БССР 1974 г.)
- Мемориального комплекса «Прорыв» у г.п. Ушачи Ушачского района Витебской области Белоруссии (1974, арх. Ю. Градов, Л. Левин).
- Мемориального комплекса «Проклятие фашизму» на месте деревни Шуневка в Докшицком районе Витебской области (Белоруссия)

Станковых работ:
- «Цветок папоротника» (1967),
- «Тревога» (1968),
- «Призыв» (1969),

Композиций:
- «Ф. Кастро» (1974),
- «Весна победы» (1975),
- фонтанов в парке Янки Купалы (Минск) и возле костëла святых Алены и Сымона.

Скульптурных портретов:
- М. В. Фрунзе (1963),
- А. Ф. Мясникова (1964, оба с Л. Гумилевским),
- Владимира Маяковского (1963),
- бюста Эрнесто Че Гевары (1974),
- А. С. Пушкина,
- Анны Ахматовой,
- Бетховена
- надгробия Я. Купалы на минском Военном кладбище (1971, с А. Заспицким) и бронзового бюста поэта в Арроу-парке в Нью-Йорке (1973, арх. С. Ботковский),
- П. М. Машерова и др.
- горельефа «А. С. Пушкин и А. Мицкевич на берегу Невы в Санкт-Петербурге» (1987).

Входил в число авторов проектов станций Минского метрополитена — станции метро Площадь Ленина.

## Награды
- 1967 — Премия Ленинского комсомола Белоруссии
- 1972 — Народный художник Белорусской ССР
- 1974 — Государственная премия БССР
- 1982 — Орден Дружбы народов
- Почëтный гражданин Борисова.

## Память
- В Белоруссии снят документальный фильм «Анатолий Александрович Аникейчик» (реж. О. Белоусов, Л. Гедравичюс), посвящённый скульптору.
- В 1999 году почтой Белоруссии выпущена марка «А. С. Пушкин и А. Мицкевич на берегу Невы в Санкт-Петербурге» (с горельефа работы скульптора Анатолия Аникейчика, 1987).